# Sollevamento pesi ai Giochi della XXIV Olimpiade
Le competizioni di sollevamento pesi dei Giochi della XXIV Olimpiade del 1988, disputate in Corea del Sud si svolsero dal 18 al 29 settembre 1988 all'Olympic Weightlifting Gymnasium di Seul. 
Il programma prevedeva 10 eventi, solamente maschili, per un totale di 228 atleti effettivi (245 iscritti) provenienti da 62 nazioni. Dopo ventotto anni (da Roma 1960) la gara olimpica tornò ad assegnare soltanto il titolo olimpico; le medaglie furono assegnate solo nel totale dell'esercizio, mentre nei singoli esercizi venne stilata la classifica ma i titoli olimpici non furono assegnati.
Le competizioni olimpiche sono ricordate per le due squalifiche degli atleti bulgari Mitko Grăblev e Angel Genčev, vincitori delle rispettive gare, a seguito delle quali la Federazione bulgara il 23 settembre ritirò il resto della squadra.

## Squalifiche
Le competizioni furono caratterizzate da cinque squalifiche:
- Mitko Grăblev nei pesi gallo, che vinse la gara;
- Angel Genčev nei pesi leggeri, che vinse la gara, risultò positivo alla furosemide;
- Fernando Mariaca nei pesi leggeri, che giunse undicesimo, risultò positivo alla pemolina;
- Kálmán Csengeri nei pesi medi, che giunse quarto;
- Andor Szanyi nei pesi massimi primi, che giunse secondo, risultò positivo allo stanozololo.[1]

## Titoli in palio
Come Los Angeles 1984 le categorie di peso sono 10. Le sette categorie suddivise in due gruppi gareggiavano nella sessione pomeridiana (gruppo B) e serale (gruppo A), mentre le tre categorie suddivise in tre gruppi gareggiavano nella sessione mattutina (gruppo C), pomeridiana (gruppo B) e serale (gruppo A).
| Categoria            | Eventi         | Iscritti | Atleti | Gruppi |
| -------------------- | -------------- | -------- | ------ | ------ |
| Pesi mosca           | Fino a 52 kg   | 26       | 24     | 2      |
| Pesi gallo           | Fino a 56 kg   | 25       | 23     | 2      |
| Pesi piuma           | Fino a 60 kg   | 19       | 17     | 2      |
| Pesi leggeri         | Fino a 67.5 kg | 30       | 29     | 3      |
| Pesi medi            | Fino a 75 kg   | 26       | 25     | 3      |
| Pesi massimi leggeri | Fino a 82.5 kg | 23       | 22     | 2      |
| Pesi mediomassimi    | Fino a 90 kg   | 31       | 29     | 3      |
| Pesi massimi primi   | Fino a 100 kg  | 23       | 21     | 2      |
| Pesi massimi         | Fino a 110 kg  | 22       | 20     | 2      |
| Pesi supermassimi    | Oltre i 110 kg | 20       | 18     | 2      |

## Calendario eventi
Le dieci gare erano distribuite in dodici giorni, con due pause il 23 e il 28 settembre.
| Giorno→ Categoria ↓ | Do 18 | Lu 19 | Ma 20 | Me 21 | Gi 22 | Ve 23 | Sa 24 | Do 25 | Lu 26 | Ma 27 | Me 28 | Gi 29 |
| ------------------- | ----- | ----- | ----- | ----- | ----- | ----- | ----- | ----- | ----- | ----- | ----- | ----- |
| 52 kg               | ●     |       |       |       |       |       |       |       |       |       |       |       |
| 56 kg               |       | ●     |       |       |       |       |       |       |       |       |       |       |
| 60 kg               |       |       | ●     |       |       |       |       |       |       |       |       |       |
| 67,5 kg             |       |       |       | ●     |       |       |       |       |       |       |       |       |
| 75 kg               |       |       |       |       | ●     |       |       |       |       |       |       |       |
| 82,5 kg             |       |       |       |       |       |       | ●     |       |       |       |       |       |
| 90 kg               |       |       |       |       |       |       |       | ●     |       |       |       |       |
| 100 kg              |       |       |       |       |       |       |       |       | ●     |       |       |       |
| 110 kg              |       |       |       |       |       |       |       |       |       | ●     |       |       |
| +110 kg             |       |       |       |       |       |       |       |       |       |       |       | ●     |

## Podi
| Evento                          | Oro                | Perform. | Argento              | Perform. | Bronzo              | Perform. |
| Pesi mosca (dettagli)           | Sevdalin Marinov   | 270,0    | Chun Byung-kwan      | 260,0    | He Zhuoqiang        | 257,5    |
| Pesi gallo (dettagli)           | Oksen Mirzoyan     | 292,5    | He Yingqiang         | 287,5    | Liu Shoubin         | 267,5    |
| Pesi piuma (dettagli)           | Naim Süleymanoğlu  | 342,5    | Stefan Topurov       | 312,5    | Ye Huanming         | 287,5    |
| Pesi leggeri (dettagli)         | Joachim Kunz       | 340,0    | Israyel Militosyan   | 337,5    | Li Jinhe            | 325,0    |
| Pesi medi (dettagli)            | Borislav Gidikov   | 375,0    | Ingo Steinhöfel      | 360,0    | Aleksandăr Vărbanov | 357,5    |
| Pesi massimi leggeri (dettagli) | Israil Arsamakov   | 377,5    | István Messzi        | 370,0    | Lee Hyung-kun       | 367,5    |
| Pesi medio massimi (dettagli)   | Anatolij Chrapatyj | 412,5    | Nail' Muchamed'jarov | 400,0    | Sławomir Zawada     | 400,0    |
| Pesi massimi primi (dettagli)   | Pavel Kuznecov     | 425,0    | Nicu Vlad            | 402,5    | Peter Immesberger   | 395,0    |
| Pesi massimi (dettagli)         | Jurij Zacharevič   | 455,0    | József Jacsó         | 427,5    | Ronny Weller        | 425,0    |
| Pesi super massimi (dettagli)   | Aleksandr Kurlovič | 462,5    | Manfred Nerlinger    | 430,0    | Martin Zawieja      | 415,0    |

## Medagliere
| Posizione | Paese            | Oro | Argento | Bronzo | Totale |
| --------- | ---------------- | --- | ------- | ------ | ------ |
| 1         | Unione Sovietica | 6   | 2       | 0      | 8      |
| 2         | Bulgaria         | 2   | 1       | 1      | 4      |
| 3         | Germania Est     | 1   | 1       | 1      | 3      |
| 4         | Turchia          | 1   | 0       | 0      | 1      |
| 5         | Ungheria         | 0   | 2       | 0      | 2      |
| 6         | Cina             | 0   | 1       | 4      | 5      |
| 7         | Germania Ovest   | 0   | 1       | 2      | 3      |
| 8         | Corea del Sud    | 0   | 1       | 1      | 2      |
| 9         | Romania          | 0   | 1       | 0      | 1      |
| 10        | Polonia          | 0   | 0       | 1      | 1      |
| Totale    | Totale           | 10  | 10      | 10     | 30     |